# Young Man of Manhattan
Young Man of Manhattan is een film uit 1930 onder regie van Monta Bell. De film gaat over twee flappers die er alles aan doen om de aandacht van hun vriendjes terug te krijgen.

## Rolverdeling
| Acteur            | Personage      |
| ----------------- | -------------- |
| Claudette Colbert | Ann Vaughn     |
| Ginger Rogers     | Puff Randolph  |
| Norman Foster     | Toby McLean    |
| Charles Ruggles   | Shorty Ross    |
| Leslie Austin     | Dwight Knowles |